# Neobythites sinensis
Neobythites sinensis är en fiskart som beskrevs av Nielsen 2002. Neobythites sinensis ingår i släktet Neobythites och familjen Ophidiidae. Inga underarter finns listade i Catalogue of Life.